# ジューシー・J
ジューシー・J（Juicy J、本名: ジョーダン・マイケル・ヒューストン、1975年4月5日 - ）は、アメリカ合衆国テネシー州シェルビー郡メンフィス出身のラッパー、ソングライター、音楽プロデューサー。1991年に結成したThree 6 Mafiaのメンバーでもある。

## 経歴
1991年にDJポール、ロード・インファマスと共にThree 6 Mafiaを結成。DJポールと自主レーベル「Prophet Entertainment」を設立した。1994年にはDJポールと新たな自主レーベル「Hypnotize Minds」を設立している。
2002年にNorth North Recordsからアルバム「Chronicles of the Juice Man」でソロデビュー。
2005年に公開された映画「ハッスル&フロウ」の主題歌として、DJポールやFrayser Boyと書き下ろした「It's Hard out Here for a Pimp」が、第78回アカデミー賞でアカデミー歌曲賞を受賞。2009年には7年ぶりとなるアルバム「Hustle Till I Die」をSelect-O-Hitsからリリースした。
2012年にコロムビア・レコードとドクター・ルークのレーベルであるKemosabe Recordsと契約（いずれもソニー・ミュージックエンタテインメント傘下）。2013年に移籍後初アルバムとなる「Stay Trippy」をリリースした。同年にケイティ・ペリーがリリースしたアルバム「Prism」収録曲の「Dark Horse」に客演として参加。この楽曲は2015年の第57回グラミー賞で「最優秀ポップ・デュオ/グループ・パフォーマンス」にノミネートされた。

## ディスコグラフィー

### アルバム
- Chronicles of the Juice Man (2002年)
- Hustle Till I Die (2009年)
- Stay Trippy (2013年)
- Rubba Band Business (2017年)
- The Hustle Continues (2020年)

## 受賞
- 2006年
  - 第78回アカデミー賞：「Best Original Song」『It's Hard out Here for a Pimp』(with Frayser Boy and DJ Paul)
- 2012年
  - ヒップホップDX：「Comeback of the Year」